# Jacint
|  | Per a altres significats, vegeu «Jacint (desambiguació)». |

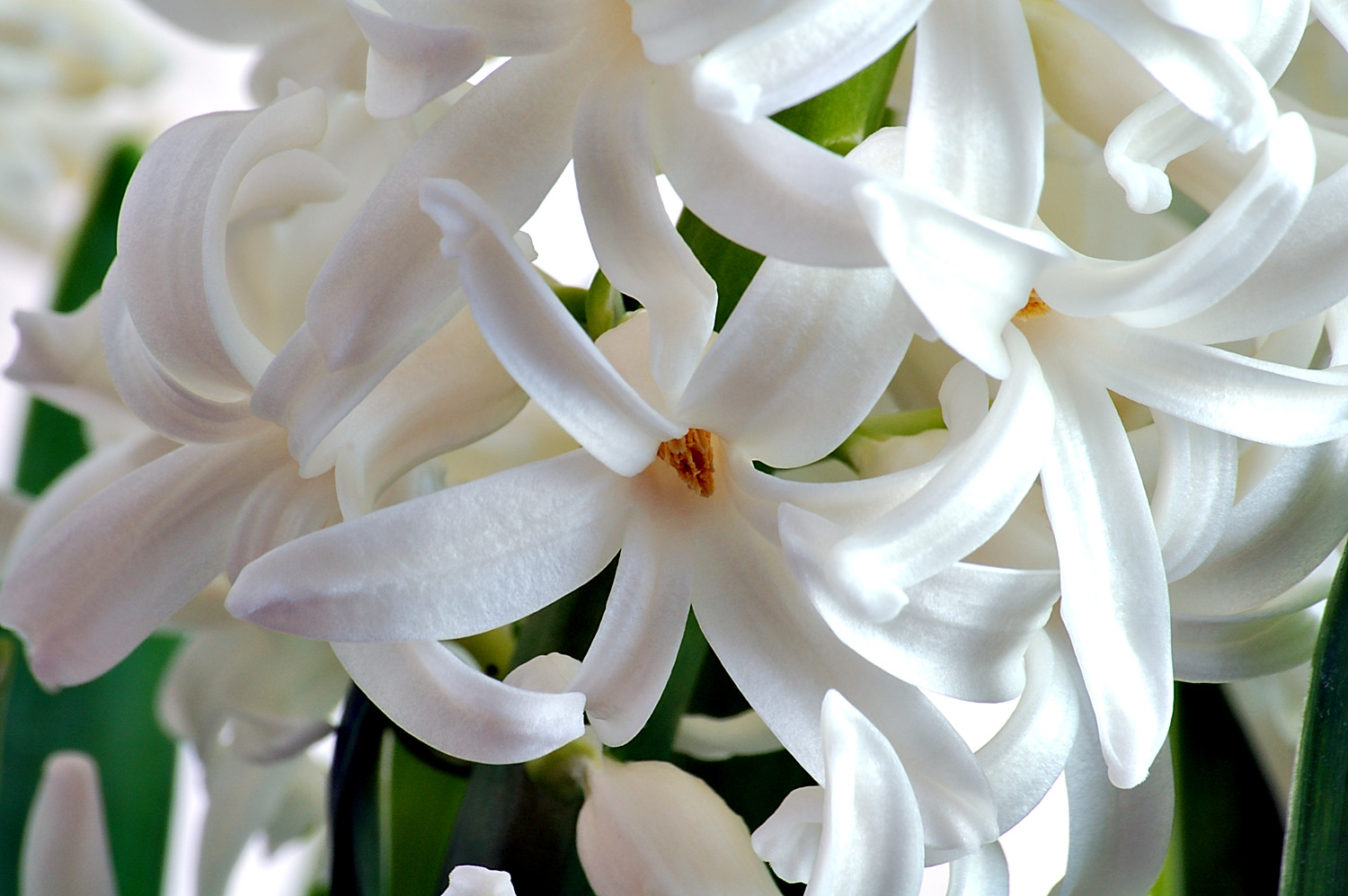
Detall d'una flor de jacint

Els jacints (Hyacinthus) són un gènere de plantes angiospermes de la família de les asparagàcies (Asparagaceae).

## Particularitats
Aquest gènere inclou herbes bulboses antigament classificades en la família de les liliàcies, actualment pertanyen a la família de les asparagàcies. Els jacints són originaris d'una regió que abasta des de la Mediterrània oriental fins a l'Iran i el Turkmenistan.
El nom d'aquesta planta prové de la mitologia grega: el jove Jacint fou mort accidentalment pel déu Apol·lo i aquest va fer que les gotes de sang es transformessin en flors. Sovint s'associa el jacint amb la idea del renaixement.
L'espècie de jacint més habitual és el Hyacinthus orientalis, o jacint de jardí.

## Taxonomia

### Espècies
Dins del gènere Hyacinthus es reconeixen les tres espècies següents:
- Hyacinthus litwinowii Czerniak.
- Hyacinthus orientalis L.
- Hyacinthus transcaspicus Litv.

## Altres jacints
Hi ha diverses plantes que es coneixen amb el nom de "jacint", no totes són del gènere Hyacinthus ni de la família de les asparagàcies .
- Jacint ametista (Brimeura amethystina) asparagàcies
- Jacint d'aigua (Pontederia crassipes); pontederiàcies
- Jacint bord (Dipcadi serotinum); asparagàcies
- Jacint romà (Bellevalia romana); asparagàcies